# CloudSat

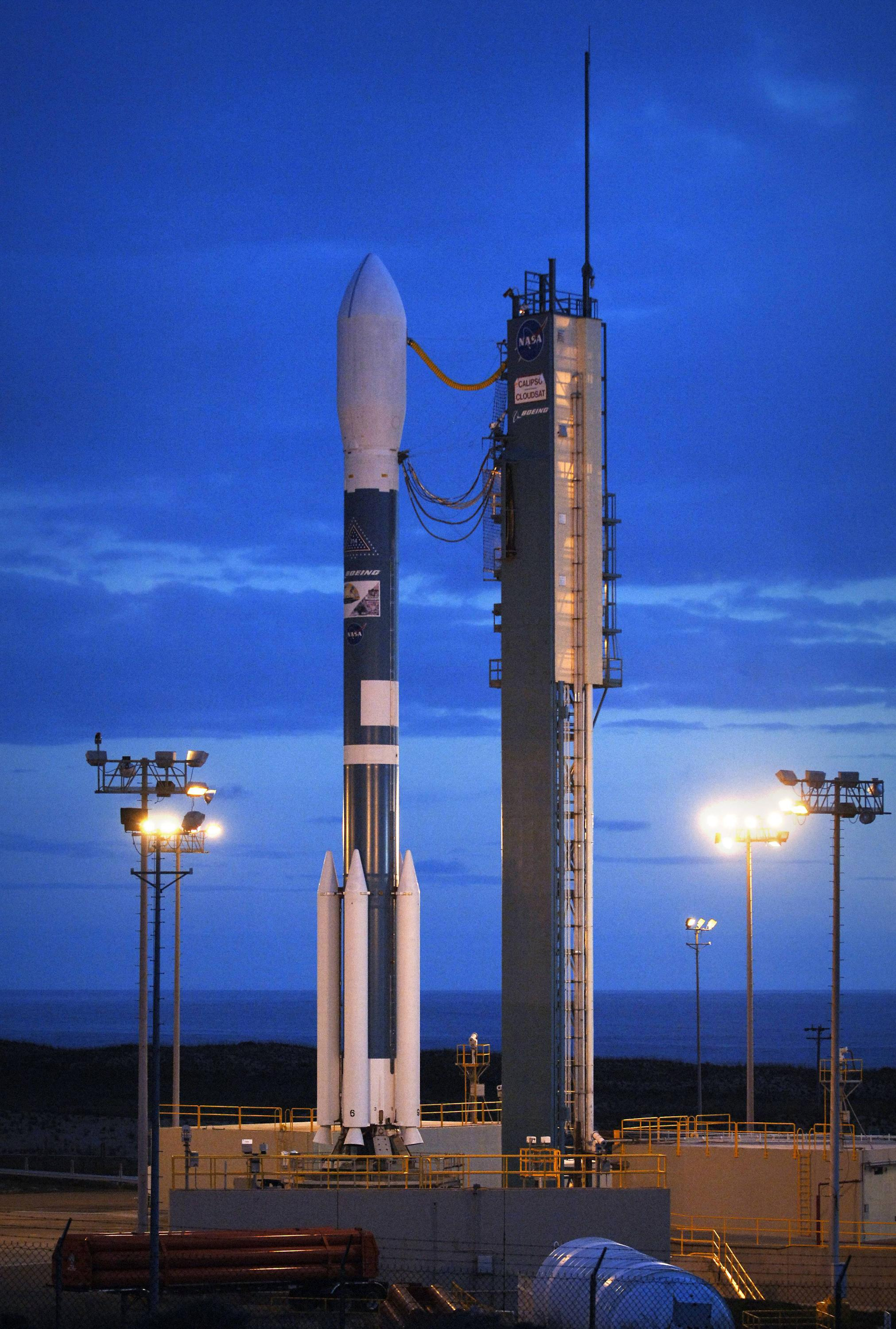
A Delta–2 rakéta a CloudSat és a CALIPSO műholdakkal a Vandenberg Légibázis kilövőállásán.

A CloudSat egy amerikai-kanadai műhold, amely az A-Train program keretében a földi felhőket tanulmányozza. A küldetést a NASA Earth System Science Pathfinder programjának keretében választották ki 1999-ben. A Ball Aerospace and Technologies Corporation tervezte és építette meg. Az indításra 2006. április 28-án került sor Delta II hordozórakétával a CALIPSO műholddal együtt. Az elsődleges küldetés a tervek szerint 22 hónapig tart.
A műhold fő műszere a Cloud Profiling Radar (CPR), amely 94 GHz frekvenciájú rádióhullámok visszaverődését használva vizsgálja a felhőzet magassági profilját. A műszert a NASA a Kanadai Űrügynökséggel közösen fejlesztette ki.

### Magyar oldalak
- Kettős műholdindítás a klímakutatás jegyében (2005. szeptember 3.)
- A CloudSat első képei (2006. június 9.)

### Külföldi oldalak
- Cloudsat home
- A CloudSat és az A-Train
- CloudSat and CALIPSO Launch Rescheduled to April 22 (2006. április 22.)
- CloudSat and CALIPSO Launched Successfully Today
- Spacecraft seek climate clarity